# Danyl Boldyrev
Danyl Boldyrev (en ucraniano: Даниїл Болдирєв; Donetsk, 15 de mayo de 1992) es un deportista ucraniano que compite en escalada, especialista en la prueba de velocidad.
Ganó tres medallas en el Campeonato Mundial de Escalada entre los años 2011 y 2021, y seis medallas en el Campeonato Europeo de Escalada entre los años 2013 y 2022. Además, consiguió una medalla de plata en los Juegos Mundiales de 2017.

## Palmarés internacional
| Campeonato Mundial | Campeonato Mundial           | Campeonato Mundial | Campeonato Mundial |
| Año                | Lugar                        | Medalla            | Prueba             |
| ------------------ | ---------------------------- | ------------------ | ------------------ |
| 2011               | Arco (Italia)                | Medalla de bronce  | Velocidad          |
| 2014               | Gijón (España)               | Medalla de oro     | Velocidad          |
| 2021               | Moscú (Rusia)                | Medalla de oro     | Velocidad          |
| Campeonato Europeo |                              |                    |                    |
| Año                | Lugar                        | Medalla            | Prueba             |
| 2013               | Chamonix (Francia)           | Medalla de bronce  | Velocidad          |
| 2015               | Chamonix (Francia)           | Medalla de plata   | Velocidad          |
| 2017               | Campitello di Fassa (Italia) | Medalla de plata   | Velocidad          |
| 2019               | Edimburgo (Reino Unido)      | Medalla de plata   | Velocidad          |
| 2020               | Moscú (Rusia)                | Medalla de oro     | Velocidad          |
| 2022               | Múnich (Alemania)            | Medalla de oro     | Velocidad          |